# Eva Hovenkamp
Eva Hovenkamp (Ede, 19 juli 1996) is een Nederlandse atlete, die gespecialiseerd is in de sprint. Ze behaalde enkele goede resultaten bij de Nederlandse kampioenschappen op met name de 200  en de 400 m en was in 2016 gedurende korte tijd een van de Nederlandse recordhoudsters op de 4 × 400 m estafette.

## Loopbaan
Bij de Nederlandse indoorkampioenschappen van 2016 in Apeldoorn won Hovenkamp een bronzen medaille op de 200 m. Met een tijd van 23,99 eindigde ze achter Nicky van Leuveren (goud; 23,39) en Naomi Sedney (zilver; 23,46). Later dat jaar vormde zij met Laura de Witte, Lisanne de Witte en Nicky van Leuveren het team dat deelnam aan de 4 × 400 m estafette bij de Europese kampioenschappen in Amsterdam. Met een tijd van 3.29,18 in de kwalificatie plaatste dit viertal zich niet alleen voor de finale, maar verbeterde ook het Nederlandse record uit 1985. In de finale werden ze zevende met een tijd van 3.29,23. Het gemiddelde van die twee tijden leverde hen een olympisch kwalificatie op voor de Spelen van Rio. Hiermee werden zij de eerste ploeg die Nederland vertegenwoordigde bij de 4 × 400 m estafette op de Spelen. De wedstrijd in Amsterdam werd gewonnen door het Britse estafetteteam met 3.25,05. Hovenkamp maakte weliswaar deel uit van de atletiekselectie in Rio de Janeiro, maar kwam daar verder niet in actie.
Na 2016 concentreerde Hovenkamp zich hoofdzakelijk op de 400 m en behoorde zij steevast tot de finalisten op deze afstand op de Nederlandse kampioenschappen. Op de wereldkampioenschappen van 2017 maakte zij deel uit van de estafetteploeg op de 4 × 400 m, die niet verder kwam dan de series. Daarin ging het bij de wissel mis tussen eerste loopster Madiea Ghafoor en Lisanne de Witte. Hovenkamp liep als laatste loopster daarna slechts om de race af te werken. "We waren zo goed in vorm, dit is echt heel erg balen. Het doorlopen voelde als een applaus voor losers", aldus een teleurgestelde Hovenkamp na afloop. Haar teleurstelling was des te begrijpelijker wanneer men bedenkt, dat ze op de 400 m dat jaar haar beste jaar beleefde. In de aanloop naar de wereldkampioenschappen had ze reeds in mei haar persoonlijk beste tijd van 52,83 gelopen, waarna ze in de loop van het seizoen nog eens zes maal een lage 53-er had weten te scoren. 
Hovenkamp is aangesloten bij CAV Climax in Ede. Ze heeft 'Health and Society' gestudeerd aan de Universiteit van Wageningen.

## Persoonlijke records
Outdoor
| Onderdeel | Prestatie | Datum         | Plaats      |
| --------- | --------- | ------------- | ----------- |
| 100 m     | 11,69 s   | 22 april 2016 | Gainesville |
| 200 m     | 23,74 s   | 4 juni 2016   | Oordegem    |
| 400 m     | 52,83 s   | 20 mei 2017   | Den Haag    |

Indoor
| Onderdeel | Prestatie | Datum            | Plaats    |
| --------- | --------- | ---------------- | --------- |
| 60 m      | 7,42 s    | 27 februari 2016 | Apeldoorn |
| 200 m     | 23,99 s   | 28 februari 2016 | Apeldoorn |
| 400 m     | 54,10 s   | 12 februari 2017 | Apeldoorn |

## Prestatieontwikkeling
| Jaar | 100 m | 200 m    | 400 m    |
| ---- | ----- | -------- | -------- |
| 2011 | -     | 25,52(i) | 57,20    |
| 2012 | -     | 25,34(i) | 57,75    |
| 2013 | 11,98 | 24,66    | 59,48    |
| 2014 | 11,90 | 24,55    | 56,11    |
| 2015 | 11,73 | 23,92    | 57,51(i) |
| 2016 | 11,69 | 23,74    | 53,64    |
| 2017 | -     | 23,88    | 52,83    |
| 2018 | -     | -        | 54,13    |
| 2019 | -     | 24,52    | 53,79    |
| 2020 | 12,29 | -        | 54,14    |
| 2021 | -     | 24,36    | 53,57    |
| 2022 | -     | -        | 54,78(i) |
| 2023 | -     | 25,00    | 54,24    |
| 2024 | -     | -        | 54,88    |

## Palmares

### 100 m
- 2015: ½ fin. EK U20 - 11,94 s (in serie 11,73 s)

### 200 m
- 2015: ½ fin. EK U20 - 23,79 s
- 2016:  NK indoor - 23,99 s
- 2021: 4e Ter Specke bokaal - 24,69 s (-2,0 m/s)

### 400 m
- 2017: 5e NK indoor – 54,10 s
- 2017:  Gouden Spike - 53,18 s
- 2018: 6e NK indoor – 54,73 s (in serie 54,29 s)
- 2019: 5e NK indoor - 56,00 s (in serie 54,67 s)
- 2019: 5e FBK Games - 54,57 s
- 2019: 8e NK – 55,06 s
- 2020: 5e NK indoor - 54,93 s
- 2020:  NK - 54,79 s
- 2021: 6e NK indoor - 54,20 s

### 4 × 100 m
- 2014: 3e in serie WK U20 - 45,29 s
- 2015: DNF EK U20 (in serie 44,86 s)

### 4 × 400 m
- 2016: 7e EK - 3.29,23 (in serie 3.29,18 = NR)
- 2017: DQ in kwal. WK
- 2021: 4e World Athletics Relays - 3.30,12
- 2021: 6e EK voor landenteams in Cluj-Napoca – 3.34,41

1 Madiea Ghafoor ·
2 Lisanne de Witte ·
3 Laura de Witte ·
4 Nicky van Leuveren ·
Eva Hovenkamp (reserve)